# سیمین‌پهلوی کالیفرنیا
سیمین‌پهلوی کالیفرنیا (نام علمی: Leuresthes tenuis) نام یک گونه از سرده سیمین‌پهلوهای کالیفرنیایی است.